# Альма (Сирія)
Альма (англ. Alma, араб. علما) — поселення в Сирії, що об'єднує друзьку спільноту в нохії Хірбет-Газале, яка входить до складу мінтаки Дар'а в південній сирійській мухафазі Дар'а.